# Albuca consanguinea
Albuca consanguinea är en sparrisväxtart som först beskrevs av Carl Sigismund Kunth, och fick sitt nu gällande namn av John Charles Manning och Peter Goldblatt. Albuca consanguinea ingår i släktet Albuca och familjen sparrisväxter. Inga underarter finns listade i Catalogue of Life.